# 藤谷周平
藤谷 周平（ふじや しゅうへい、1987年8月12日 - ）は、東京都江戸川区出身の元プロ野球選手（投手）。右投右打。

## 経歴
東京都に生まれ、父親の仕事の関係で小学1年時に渡米し、野茂英雄に憧れて8歳から野球を始め、ロサンゼルス近郊の野球チームに所属した。
アーバイン高校進学後は奨学金を受けながらプレー。ノーザン・アイオワ大学では3年時に21試合に登板し、22回2/3で29奪三振9セーブをマーク。同年のベースボール・アメリカ誌のトップ・プロスペクト100に選出され、ドラフトでサンディエゴ・パドレスから18巡目指名を受けるも入団は拒否し、ノーザン・アイオワ大の野球部が解散したため南カリフォルニア大学に移籍。早稲田大学がロサンゼルス合宿で南カリフォルニア大の球場施設を見学した際にはガイド役を務めた。
2010年10月28日のプロ野球ドラフト会議にて千葉ロッテマリーンズから6位指名を受け、2011年1月5日に契約金200万円、年俸450万円（金額は推定）で入団。背番号はかつて黒木知宏が使用していた54となった。
2014年10月5日に一軍出場のないまま戦力外通告を受け、同年12月2日に自由契約公示された。
2015年からは、ゴールドジムでトレーナーを務めつつ、同社が運営する社会人野球のクラブチームであるTHINKフィットネス・GOLD'S GYMベースボールクラブで兼任コーチとしてプレーしている。2024年時点ではコーチ専任となっている。

## 選手としての特徴
コンスタントに90mph（約145km/h）以上を計時する最速96mph（約154km/h）前後の速球と野茂直伝のスプリッター、カーブを武器とし、大学時代は主にリリーフとして起用された。

## 詳細情報

### 年度別投手成績
- 一軍公式戦出場なし

### 背番号
- 54 （2011年 - 2014年）